# أندرس هايردال
أندرس هايردال (بالنرويجية البوكمول: Anders Heyerdahl)‏ هو مؤرخ وملحن نرويجي، ولد في 29 أكتوبر 1832 في أورشكوغ-هولاند في النرويج، وتوفي في 3 ديسمبر 1918.

## وصلات خارجية
- أندرس هايردال على موقع ميوزك برينز (الإنجليزية)
- أندرس هايردال على موقع ديسكوغز (الإنجليزية)